# 羅馬省
罗马省（義大利語：Provincia di Roma）是 意大利拉齐奥大区的一个省。2015年成为羅馬首都廣域市。
罗马省是意大利人口最多的地区，罗马为首府。罗马省的存在时间为1870年至2014年12月31日。2015年1月1日，它被一个新的行政区域--羅馬首都廣域市所取代。

## 历史

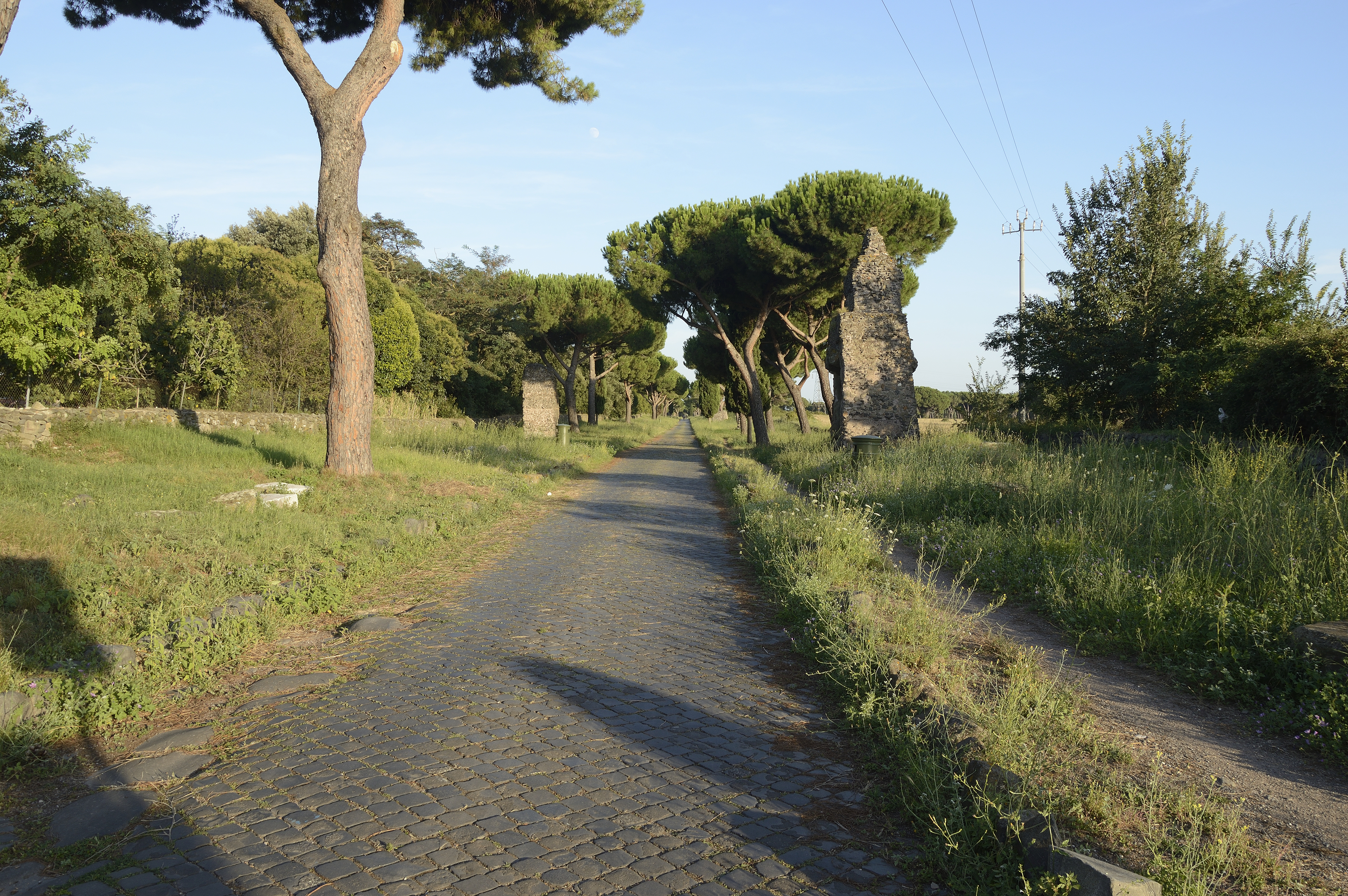
亚壁古道

罗马省于1870年由教皇国新成立的意大利王国攻占罗马后成立。它最初分为五个区（circondari）：罗马、奇维塔韦基亚、弗罗西诺内、韋萊特里和維泰博，与老教皇的代表团相对应。
1923年，以前隶属于佩魯賈省的列蒂被并入罗马省。1927年，因为建立了新的弗罗西诺内省、列蒂省和维泰博省，罗马省的领土减少。几个月后，阿马塞诺、沃尔希堡和瓦莱科尔萨也被并入了弗罗西诺内省，而蒙特罗马诺被并入了维泰博省。1934年，罗马省失去了南部领土，成为拉蒂纳省。

## 参见

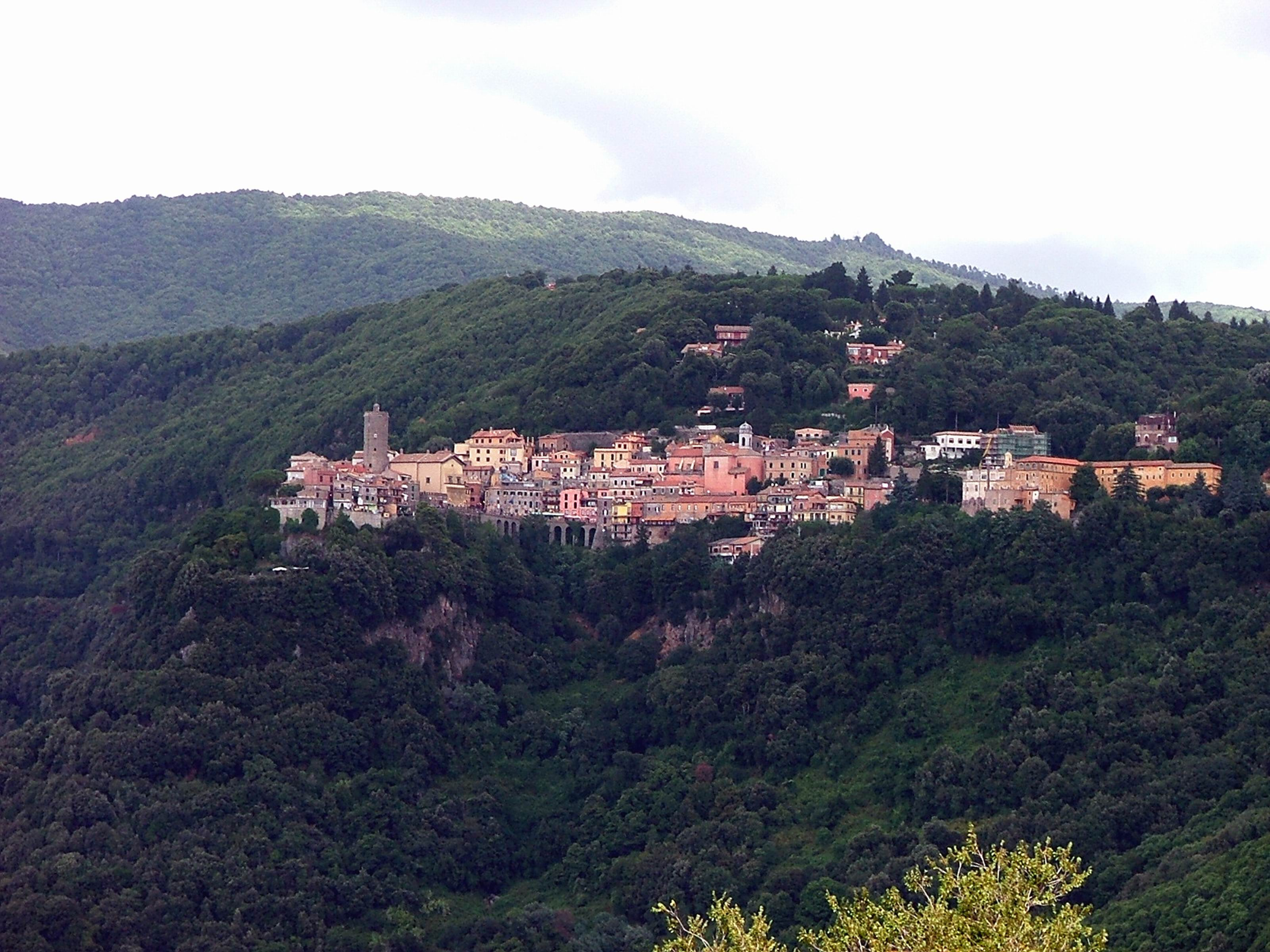
内米

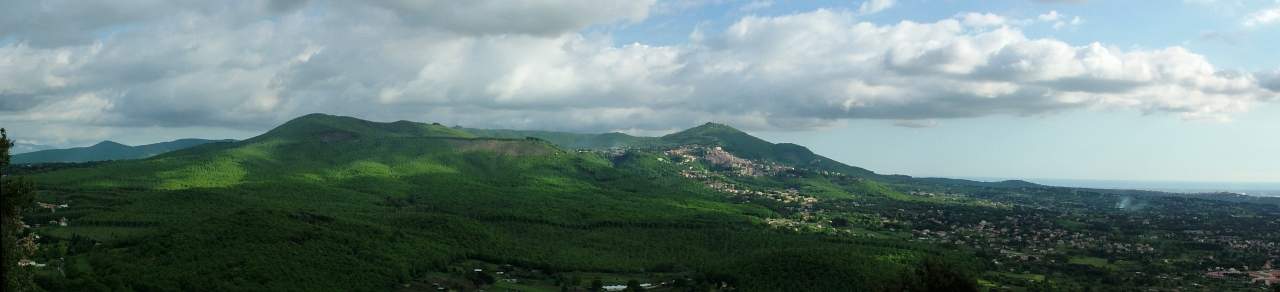
阿爾班山